# Adromischus mammillaris
Adromischus mammillaris és una espècie de planta suculenta del gènere Adromischus, que pertany a la família Crassulaceae.

## Taxonomia
Adromischus mammillaris Lem. va ser descrita per Charles Antoine Lemaire i publicada a Jard. Fleur. 2(Misc.): 60 1852.